# That’s the Way My Heart Goes
"That’s the Way My Heart Goes" jest debiutanckim singlem szwedzkiej wokalistki muzyki pop, Marie Serneholt wydanej na jej debiutanckim albumie Enjoy The Ride dnia 22 lutego 2006 roku.
Singel zadebiutował na 2. miejscu na szwedzkiej liście przebojów i osiągnął 1. pozycję w sprzedaży internetowej. Piosenkę poprzedzała silna kampania promocyjna w Szwecji, gdzie singel osiągnął status Złotej Płyty sprzedając się w ponad 10 tysiącach kopii. Utwór osiągnął też złoto w sprzedaży internetowej (także ponad 10 tysięcy kopii).
Singel spędził ponad 2 miesiące na szwedzkiej liście Top 60 aby po 6 tygodniach przerwy powrócić na pozycji 60. w sierpniu 2006 roku. W Niemczech singel zadebiutował na 34. pozycji ale opuścił listę Top 40 w kolejnych tygodniach, aby powrócić na miejscu 30. i spędzić 2 miesiące na liście Top 30 dochodząc do miejsca 19.
Singel został wydany w Europie, a premiera w Ameryce Północnej i Południowej  została zaplanowana na koniec roku 2006, jednak plany te nie zostały zrealizowane i do tej pory nie wiadomo nic o dacie wydania utworu na tych rynkach.
Marie odebrała także nagrodę Guldmobilen Award od szwedzkiego operatora telefonii komórkowej "3" za ponad 10 tysięcy sprzedanych dzwonków z ich strony internetowej.

## Teledysk
Teledysk do piosenki został nakręcony w Sztokholmie na początku 2006 roku, a jego premiera odbyła się późnym lutym w Szwecji. Klip ukazuje Marie w różnych sytuacjach i różnych strojach.
Teledysk ma dwie różne wersje. Pierwsza - wersja "szwedzka" odtwarzana w Szwecji i Finlandii, jest wersją oryginalną, ale w odniesieniu do reakcji fanów, którzy stwierdzili, że jest "za słodka", sceny z Marie na różowym koniu zostały usunięte i zastąpione zbliżeniami na twarz artystki. Tak powstała wersja "europejska", która to jest wyświetlana na całym świecie i została zamieszczona na europejskiej pycie CD Maxi.
Ogłoszono, że klip kosztował 500.000 $, czyli 3.700.000 koron.

## Formaty singli
Szwedzki CD Single
1. "That’s the Way My Heart Goes" (Radio Version) – 3:34
2. "That’s the Way My Heart Goes" (Instrumental) – 3:33

European 2-Track CD Single
1. "That’s the Way My Heart Goes" (Radio Version) – 3:36
2. "That’s the Way My Heart Goes" (Michel Feiner Remix 'The Attic' Radio Edit) – 3:49

Europejski CD Maxi
1. "That’s the Way My Heart Goes" (Radio Version) – 3:36
2. "That’s the Way My Heart Goes" (Michel Feiner Remix 'The Attic') – 7:28
3. "That’s the Way My Heart Goes" (Michel Feiner Dub) – 7:25
4. "That’s the Way My Heart Goes" (Punkstar Remix) – 6:03
5. "Can't Be Loved" – 3:53
6. "That’s the Way My Heart Goes" – (Teledysk)

## Pozycje w notowaniach
| Lista                           | Pozycja |
| ------------------------------- | ------- |
| Europejska lista Top 100        | #43     |
| Niemiecka lista Top 100         | #19     |
| Austriacka lista Top 75         | #46     |
| Holenderska lista Top 100       | #72     |
| Szwajcarska lista Top 100       | #24     |
| Szwedzka lista Top 20 Downloads | #1      |
| Szwedzka lista Top 60           | #2      |
| Fińska lista Top 20             | #19     |
| PopLista RMF FM                 | #1      |
| Słowacka lista Top 20           | #19     |
| Słoweńska lista Top 40          | #14     |
| Węgierska lista Top 40          | #38     |

## Historia miejsc na listach przebojów
| miejsce | 2  | 3  | 3  | 11 | 11 | 13 | 11 | 11 | 17 | 21 | 22 | 26 | 36 | 48 | 45 | 48 | –  | –  | –  | –  |
| tydzień | 21 | 22 | 23 | 24 | 25 | 26 | 27 | 28 | 29 | 30 | 31 | 32 | 33 | 34 | 35 | 36 | 37 | 38 | 39 | 40 |
| miejsce | –  | –  | 60 | 52 | –  | –  | 58 | –  | –  | –  | –  | –  | –  | –  | –  | –  | –  | –  | –  | –  |

| miejsce | 3 | 3 | 2 | 2 | 1 | 18 | 13 | – | – | 10 | 15 | 3 | 7 | 18 | 11 | 7 | 11 | – | – | – |

| miejsce | 34 | 41 | 42 | 30 | 24 | 22 | 21 | 22 | 19 | 27 | 25 | 28 | 37 | 42 | – | – | – | – | – | – |

| miejsce | 42 | 62 | 43 | 45 | 34 | 29 | 24 | 24 | 29 | 39 | 39 | 42 | 59 | 69 | 94 | – | – | – | – | – |

| miejsce | 99 | 72 | 91 | 99 | 95 | – | – | – | – | – |

| miejsce | 46 | – | – | – | – | 54 | 49 | 54 | 55 | 64 | 74 | 68 |

| miejsce | 19 | 13 | 15 | 9  | 2  | 13 | 8  | 18 | 14 | 3  | 9  | 3  | 7  | 18 | 11 | 7  | 11 | 5  | 4  | 1  |
| dzień   | 21 | 22 | 23 | 24 | 25 | 26 | 27 | 28 | 29 | 30 | 31 | 32 | 33 | 34 | 35 | 36 | 37 | 38 | 39 | 40 |
| miejsce | 1  | 2  | 16 | 15 | 14 | 5  | 5  | 4  | 11 | 17 | 8  | 2  | 2  | 2  | 11 | 14 | 16 | 19 | 19 | –  |